# Uverworld
Uverworld (stylisé en UVERworld) est un groupe japonais de rock alternatif et hip-hop, originaire de Kusatsu, dans la préfecture de Shiga. Le groupe participe à plusieurs opening d'animes dont D.Gray-man, Bleach, Mobile Suit Gundam 00, Blue Exorcist, The Heroic Legend of Arslan, My Hero Academia et The Promised Neverland.

## Histoire

### Débuts et premiers succès (2002–2006)
En 2002, sept jeunes Japonais se rassemblent pour former le groupe Uverworld. En 2003, deux d'entre eux partent, offrant l'occasion aux autres de renouveler leur style musical, et de sortir un premier CD démo qui se vendra à 3 000 exemplaires seulement[réf. nécessaire].
Le succès ne vient qu'en 2004, lorsque le groupe est repéré par le label discographique Sony Music Entertainment Japan. Le single de leur premier succès D-Tecnolife sort en juillet 2005 et se classe quatrième dans l'Oricon grâce au succès de la série Bleach. En octobre 2005, un autre single Chance se classe cinquième. En janvier 2006, le single Just Melody n'atteint pas un succès égal aux précédents. Le premier album Timeless reprend entre autres les titres de ces singles[réf. nécessaire].
Le groupe fait un clip publicitaire[Quand ?] pour la marque Volvic au Japon.

### Timeless(2006)
En 2006, le groupe commence à mieux se faire connaitre grâce à la sortie de Timeless et de plusieurs autres singles : Colors of The Heart (générique de Blood+), Shamrock (générique de fin de Drance Drill) et Kimi no suki na uta. De plus, une nouvelle édition de Timeless sort au Japon le 22 novembre 2006 (comportant entre autres Welcome to UVERworld et les PV des trois premiers singles) avec le DVD d'un concert dans son intégralité. Il s'agit du concert du 3 avril 2006 au Shibuya AX : Timeless Tour 2006, sorti le 20 décembre 2006. Le même jour sort également une compilation regroupant les musiques du film Death Note 2: The Last Name avec la participation de Uverworld[réf. nécessaire].

### Problèmes judiciaires
Le groupe prévoit un deuxième album pour le 17 janvier 2007, lequel aurait comporté les trois singles sortis après Timeless ainsi qu'un DVD avec notamment les trois derniers PV. Cependant, le chanteur Takuya est arrêté par la police dans la soirée du 11 décembre 2006 après avoir provoqué les forces de l'ordre. Le jeune chanteur japonais a ensuite présenté des excuses à ses fans, en assurant que l'avenir du groupe n’est pas menacé et qu’il fera désormais preuve d'une meilleure maîtrise de soi. Quant aux autres membres du groupe, ils affirment qu’ils l'empêcheront si cela venait à se reproduire[réf. nécessaire].
À la suite de cela, leur Xmas-live qui devait se dérouler le 16 décembre 2006 est annulé par Sony, et le second album Bugright, dont la sortie était prévue le 17 janvier 2007, est reporté au 21 février 2007. Leur premier livre sort ce jour-là sous le titre Classword, un recueil d'interviews et de questions[réf. nécessaire].

### BugrightetAwakEVE(2007–2009)
Bugright est une réussite : après avoir été en troisième place du classement Oricon (par journée), son chiffre des ventes dépasse les 110 000 exemplaires seulement cinq semaines après sa sortie, soit le plus gros succès du groupe. Le précédent était D-Technolife en juillet 2005, avec 105 000 exemplaires. Enfin, le groupe entame une tournée à travers tout le Japon qui se termine fin avril 2007 sur la scène du Shibuya AX pour un concert spécial[réf. nécessaire].
Le groupe annonce la sortie le 30 mai 2007 d'un nouveau single, qui servira de générique pour l'anime Destination Terra (réadaptation d'un dessin animé des années 1980) Endscape. Les singles s'enchaînent au même rythme que l'année précédente. Après l'EP Shaka beach~laka laka la~ (sorti le 8 août 2007) qui passe un peu inaperçu faute d'une communication TV suffisante. Le groupe se relance avec le single Ukiyo Crossing sorti le 14 novembre 2007, qui sert d'opening au drama Hataraki Man, qui est dans le Top 3 la première semaine de sortie (derrière L'Arc-en-Ciel). Deux semaines après la sortie de Ukiyo Crossing, ils annoncent la sortie de leur 3e album Proglution qui comporte dix-huit chansons dont deux Face B, les trois singles et trois instrumentaux. Ainsi, Takuya annonce dans une interview qu'il allait faire une révolution pour le 4e album et que Proglution était la dernière étape avant cette révolution[réf. nécessaire].
Ce quatrième album sort le 28 février 2009. Il s'intitule Awakeve. Il se vend à 115 000 exemplaires sa premirèe semaine de sortie, et se classe 2e à l'Oricon.
Une compilation intitulée Neo Sound Best (en) est annoncée le 9 novembre 2009 et sort le 9 décembre 2009. Leur venue est programmée au festival Ontama Carnival 2010 avec Funky Monkey Babys et Flumpool.

### LastetLife 6 Sense(2010–2011)
Le 14 avril 2010 sort leur cinquième album Last. Le 15 septembre 2010 sort leur single Qualia, générique du film Gandam, qui se vend à environ 98 000 exemplaires, devenant ainsi la troisième meilleur vente des singles du groupe, derrière D-Technolife et Hakanakutomo Towa No Kanashi,. Le single suivant, intitulé No.1, sort le 24 novembre 2010.
Le 1er avril 2011, un single sort sous le nom Mondo Piece. Le 11 mai 2011 sort un deuxième single sous le nom Core Pride. Ainsi, le 1er juin 2011, un album nommé Life 6 Sense. Cet album est le sixième album du groupe. Celui-ci inclut les quatre singles précédents.

### The OneetØ Choir(2012–2015)
Le 8 août 2012, le groupe sort son 22e single The Over qui est utilisé comme thème de fin de Kuro no Onna Kyoushi (黒の女教師). Trois mois plus tard, le 28 novembre 2012, le groupe sort son 7e album intitulé The One. Après la sortie du 7e album, Uverworld sort un single recoupé de leur dernier album intitulé Reversi. Il est utilisé comme chanson thème du film Blue Exorcist -The Movie,. Le 14 août 2013, le groupe sort son 24e single Fight for Liberty / Wizard Club comme premier single de l'année 2013. Fight for Liberty est utilisée comme opening de l'anime Space Battleship Yamato 2199, tandis que Wizard Club est utilisée comme chanson de fin de la série télévisée Kaikin! Bakuro Night.
Le 26 mars 2014, il est annoncé qu'Uverworld aurait leur ancien membre de Sangoku Road et membre de soutien en direct, Seika, comme nouveau 6e membre du groupe. Le 27 mai 2014, Uverworld sort son 27e single Boku no Kotoba Dewanai Kore wa Bokutachi no Kotoba (僕の言葉ではない これは僕達の言葉, « Not My Words, This is Our Words »). Le single est utilisé pour la série animée The Heroic Legend of Arslân. Le 26 août, ils sortent un autre single intitulé I Love the World qui est choisi comme chanson-thème pour le jeu Dragon Nest R au Japon. Le 18 juin 2014, Uverworld sort son 26e single intitulé Nanokame no Ketsui (7日目の決意, « Décision du septième jour ») en tant que 1er single de l'année 2014. Deux semaines plus tard, ils sortent un nouvel album intitulé Ø Choir, qui atteint par la suite la deuxième place du classement Oricon avec 84 810 exemplaires vendus lors de sa première semaine d'exploitation. L'album contient 14 titres dont une reprise de Born Slippy originellement par le groupe britannique de musique électronique Underworld. Deux reprises de l'album sont publiées : une édition normale et une édition limitée, cette dernière comprenant un DVD qui contient 50 minutes d'images inédites.
Le 8 juin 2016, Uverworld publie son 12e contenu vidéo sur Blu-ray et DVD Uverworld 15&10 Anniversary Live qui comprend deux concerts 15&10 Anniversary Live enregistré le 3 septembre et leur premier Women's Festival enregistré le 6 septembre. Un mois plus tard, le 27 juillet, Uverworld sort son 29e single We are Go / All Alone.

### Tycoon(depuis 2017)
Le 2 août 2017, Uverworld sort son 9e album studio Tycoon, trois ans et un mois après leur précédent album. À l'origine, ils prévoyaient d'inclure 20 nouveaux morceaux dans l'album, ce qui entraîne un temps d'enregistrement d'environ 90 minutes, dépassant la limite de temps de l'album. Finalement, ils décident de le réduire à 81 minutes en le mettant dans un seul couplage et enregistrent des pistes. Plusieurs parties de l'album sont coupées et l'album tombe à 78 minutes 59 secondes, à ajuster avant la sortie.
Le 16 janvier 2019, Uverworld sort son 18e album vidéo en DVD et Blu-ray intitulé Uverworld Tycoon Tour at Yokohama Arena 2017.12.21. Il comprend des séquences live complètes de leur concert Men vs. Women Festival le jour de l'anniversaire du chanteur Takuya∞.

## Membres
- Shimizu Takuya - chant
- Shiratori Katsuya - guitare
- Saionji Akira - guitare
- Kuwahara Nobuto - basse
- Tamaki Shintarou - batterie
- Seika - saxophone

## Discographie

### Compilations
- 2006 : The Songs for Death Note the Movie～the Last Name Tribute (20 décembre)
- M 4 : Nagare.Kuukyo.This Word

### Génériques
Plusieurs de leurs titres sont utilisés comme génériques d'animes :
- D-tecnoLIFE est utilisé comme second opening de Bleach ;
- Core Pride est utilisé comme 1er opening de Blue Exorcist ;
- Colors of the Heart est utilisé comme 3e opening de Blood+ ;
- Gekidou est utilisé comme 4e opening de D.Gray-man ;
- Fight for Liberty est utilisé comme opening de Uchuu Senkan Yamato 2199 ;
- Endscape est utilisé comme opening de Destination Terra ;
- Hakanaku mo Towa no Kanashi est utilisé comme 1er opening de la seconde saison de Mobile Suit Gundam 00 ;
- Qualia est utilisé comme ending du film Gundam 00 ;
- Boku no Kotoba Dewanai Kore wa Boku-tachi no Kotoba est utilisé comme 1er opening de The Heroic Legend of Arslân ;
- Itteki no Eikyou est utilisé comme 1er opening de la saison 2 de Blue Exorcist ;
- Odd Future est utilisé comme 1er opening de la saison 3 de My Hero Academia.
- Touch off est utilisé comme 1er opening de la saison 1 de The Promised Neverland
- Rob the Frontier est utilisé comme 1er opening de la saison 3 de Seven Deadly Sins.
- Eye's Sentry est utilisé comme 1er opening de la saison 3 de Blue Exorcist.